# (33067) 1997 WJ
1997 WJ (asteroide 33067) é um asteroide da cintura principal. Possui uma excentricidade de 0.17685110 e uma inclinação de 7.37843º.
Este asteroide foi descoberto no dia 18 de novembro de 1997 por Takao Kobayashi em Oizumi.